# Braunschweiger TSV Eintracht von 1895
El Braunschweiger TSV Eintracht von 1895, sovint anomenat Eintracht Braunschweig, és un club de futbol alemany de la ciutat de Braunschweig, Baixa Saxònia.

## Història

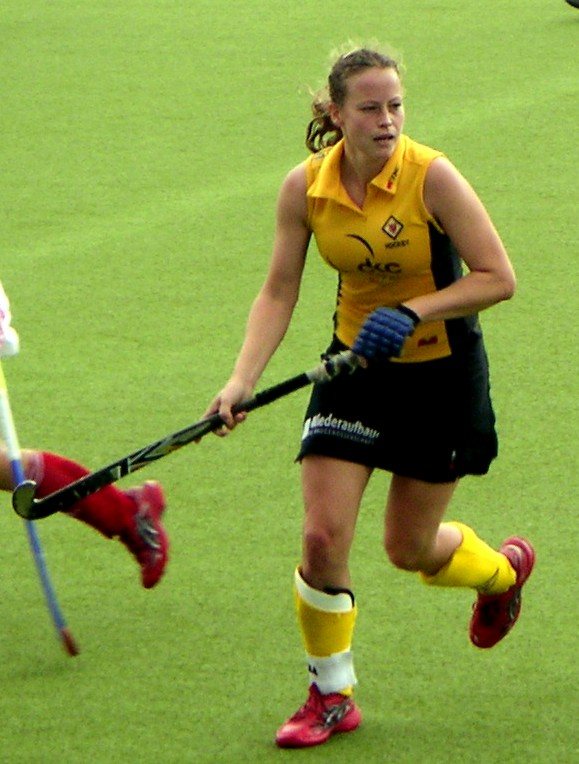
Anke Kühn

El club va ser fundat el 15 de desembre de 1895 com un club de futbol i criquet amb el nom de club  Fußball-und Cricket-Club Eintracht Braunschweig . El 1899, esdevingué FC Eintracht 1895 e.V. i el 1920 SV Eintracht Braunschweig. El 1945, després de la II Guerra Mundial, el club fou refundat amb el nom de TSV Braunschweig i el 1949 adoptà l'actual nom de Braunschweiger TSV Eintracht.
És un club poliesportiu, amb diversos títols alemanys en diverses seccions. Destaca l'equip femení d'hoquei sobre herba.

## Palmarès
- Lliga alemanya de futbol: 1
  - 1967
- Gauliga Braunschweig-Südhannover: 2
  - 1943, 1944

## Jugadors

### Plantilla 2024-25
A 3 febrer 2025
| N. | Pos. | Nac. | Jugador                                        |
| -- | ---- | --- | ---------------------------------------------- |
| 1  | POR  | [[Fitxer:Flag of Germany.svg\|23x15px\|border \|alt=Alemanya\|link=Selecció de futbol d'Alemanya\|{{#if:\|]]                                         | Ron-Thorben Hoffmann (cedit pel FC Schalke 04) |
| 2  | DEF  | [[Fitxer:Flag of Tunisia.svg\|23x15px\|border \|alt=Tunísia\|link=Selecció de futbol de Tunísia\|{{#if:\|]]                                          | Mohamed Dräger                                 |
| 3  | DEF  | [[Fitxer:Flag of Germany.svg\|23x15px\|border \|alt=Alemanya\|link=Selecció de futbol d'Alemanya\|{{#if:\|]]                                         | Paul Jaeckel (cedit pel Union Berlin)          |
| 4  | MIG  | [[Fitxer:Flag of Germany.svg\|23x15px\|border \|alt=Alemanya\|link=Selecció de futbol d'Alemanya\|{{#if:\|]]                                         | Jannis Nikolaou                                |
| 5  | DEF  | [[Fitxer:Flag of Finland.svg\|23x15px\|border \|alt=Finlàndia\|link=Selecció de futbol de Finlàndia\|{{#if:\|]]                                      | Robert Ivanov                                  |
| 6  | DEF  | [[Fitxer:Flag of Bosnia and Herzegovina.svg\|23x15px\|border \|alt=Bòsnia i Hercegovina\|link=Selecció de futbol de Bòsnia i Hercegovina\|{{#if:\|]] | Ermin Bičakčić (capità)                        |
| 7  | MIG  | [[Fitxer:Flag of Germany.svg\|23x15px\|border \|alt=Alemanya\|link=Selecció de futbol d'Alemanya\|{{#if:\|]]                                         | Fabio Kaufmann                                 |
| 8  | MIG  | [[Fitxer:Flag of Germany.svg\|23x15px\|border \|alt=Alemanya\|link=Selecció de futbol d'Alemanya\|{{#if:\|]]                                         | Niklas Tauer (cedit pel Mainz 05)              |
| 9  | DAV  | [[Fitxer:Flag of France (1794–1815, 1830–1974).svg\|23x15px\|border \|alt=França\|link=Selecció de futbol de França\|{{#if:\|]]                      | Rayan Philippe                                 |
| 10 | MIG  | [[Fitxer:Flag of the Netherlands.svg\|23x15px\|border \|alt=Països Baixos\|link=Selecció de futbol dels Països Baixos\|{{#if:\|]]                    | Walid Ould-Chikh                               |
| 11 | DAV  | [[Fitxer:Flag of Hungary.svg\|23x15px\|border \|alt=Hongria\|link=Selecció de futbol d'Hongria\|{{#if:\|]]                                           | Levente Szabó                                  |
| 12 | POR  | [[Fitxer:Flag of Sweden.svg\|23x15px\|border \|alt=Suècia\|link=Selecció de futbol de Suècia\|{{#if:\|]]                                             | Marko Johansson                                |
| 13 | POR  | [[Fitxer:Flag of Austria.svg\|23x15px\|border \|alt=Àustria\|link=Selecció de futbol d'Àustria\|{{#if:\|]]                                           | Tino Casali                                    |
| 15 | MIG  | [[Fitxer:Flag of Germany.svg\|23x15px\|border \|alt=Alemanya\|link=Selecció de futbol d'Alemanya\|{{#if:\|]]                                         | Max Marie                                      |
| 16 | MIG  | [[Fitxer:Flag of the Netherlands.svg\|23x15px\|border \|alt=Països Baixos\|link=Selecció de futbol dels Països Baixos\|{{#if:\|]]                    | Julian Baas (cedit pel Sparta Rotterdam)       |

| N. | Pos. | Nac. | Jugador                                          |
| -- | ---- | --- | ------------------------------------------------ |
| 17 | DAV  | [[Fitxer:Flag of Germany.svg\|23x15px\|border \|alt=Alemanya\|link=Selecció de futbol d'Alemanya\|{{#if:\|]]                                | Sebastian Polter                                 |
| 18 | DEF  | [[Fitxer:Flag of Germany.svg\|23x15px\|border \|alt=Alemanya\|link=Selecció de futbol d'Alemanya\|{{#if:\|]]                                | Marvin Rittmüller                                |
| 19 | MIG  | [[Fitxer:Flag of Germany.svg\|23x15px\|border \|alt=Alemanya\|link=Selecció de futbol d'Alemanya\|{{#if:\|]]                                | Leon Bell Bell                                   |
| 20 | MIG  | [[Fitxer:Flag of Germany.svg\|23x15px\|border \|alt=Alemanya\|link=Selecció de futbol d'Alemanya\|{{#if:\|]]                                | Lino Tempelmann (cedit pel FC Schalke 04)        |
| 21 | DEF  | [[Fitxer:Flag of Germany.svg\|23x15px\|border \|alt=Alemanya\|link=Selecció de futbol d'Alemanya\|{{#if:\|]]                                | Kevin Ehlers                                     |
| 22 | DEF  | [[Fitxer:Flag of Germany.svg\|23x15px\|border \|alt=Alemanya\|link=Selecció de futbol d'Alemanya\|{{#if:\|]]                                | Fabio Di Michele Sanchez                         |
| 24 | DAV  | [[Fitxer:Flag of Germany.svg\|23x15px\|border \|alt=Alemanya\|link=Selecció de futbol d'Alemanya\|{{#if:\|]]                                | Sidi Sané                                        |
| 25 | DEF  | [[Fitxer:Flag of Germany.svg\|23x15px\|border \|alt=Alemanya\|link=Selecció de futbol d'Alemanya\|{{#if:\|]]                                | Sanoussy Ba                                      |
| 27 | MIG  | [[Fitxer:Flag of Germany.svg\|23x15px\|border \|alt=Alemanya\|link=Selecció de futbol d'Alemanya\|{{#if:\|]]                                | Sven Köhler                                      |
| 29 | DAV  | [[Fitxer:Flag of Germany.svg\|23x15px\|border \|alt=Alemanya\|link=Selecció de futbol d'Alemanya\|{{#if:\|]]                                | Richmond Tachie (cedit pel 1. FC Kaiserslautern) |
| 32 | DAV  | [[Fitxer:Flag of Germany.svg\|23x15px\|border \|alt=Alemanya\|link=Selecció de futbol d'Alemanya\|{{#if:\|]]                                | Christian Conteh                                 |
| 34 | POR  | [[Fitxer:Flag of Germany.svg\|23x15px\|border \|alt=Alemanya\|link=Selecció de futbol d'Alemanya\|{{#if:\|]]                                | Justin Duda                                      |
| 37 | MIG  | [[Fitxer:Flag of Germany.svg\|23x15px\|border \|alt=Alemanya\|link=Selecció de futbol d'Alemanya\|{{#if:\|]]                                | Sidney Raebiger                                  |
| 39 | MIG  | [[Fitxer:Flag of Germany.svg\|23x15px\|border \|alt=Alemanya\|link=Selecció de futbol d'Alemanya\|{{#if:\|]]                                | Robin Krauße                                     |
| 44 | MIG  | [[Fitxer:Flag of the United States.svg\|23x15px\|border \|alt=Estats Units d'Amèrica\|link=Selecció de futbol dels Estats Units\|{{#if:\|]] | Johan Gomez                                      |

### Futbolistes històrics destacats
- Íhor Belànov
- Hasse Borg
- Paul Breitner
- Wolfgang Frank
- Bernd Franke
- Bernd Gersdorff
- Mathias Hain
- Uwe Hain
- Franz Merkhoffer
- Viktor Pasulko
- Yahiro Kazama
- Danilo Popivoda
- Tobias Rau
- Aleksandar Ristic
- Lothar Ulsaß
- Horst Wolter
- André Schembri
- Jan Tauer